# 멘치켄역
멘치켄역(독일어: Bahnhof Menziken)은 스위스 아르가우주에 있는 멘치켄 지자체에 있는 기차역이다. 아르가우 교통의 1,000mm 미터궤 쇠프트란트–아라우–멘치켄선의 동쪽 끝이다.

## 운행편
멘치켄은 다음 서비스를 제공한다.
- 아르가우 S-반 S14 : 아라우 및 쇠프트란트까지 15분 간격으로 운행